# هنريك نيدويديزكي
هنريك فلاديسلاف نيدويديزكي (بالبولندية: Henryk Władysław Niedźwiedzki)‏ (6 أبريل 1933 – 9 فبراير 2018) هو ملاكم بولندي راحل، مثّل بلاده في الألعاب الأولمبية الصيفية في دورتي 1952 و1956.

## روابط خارجية
هنريك نيدويديزكي على موقع اللجنة الأولمبية الدولية (الإنجليزية)
- هنريك نيدويديزكي على موقع أوليمبيديا (الإنجليزية)
- هنريك نيدويديزكي على موقع اللجنة الأولمبية البولندية (مؤرشف) (البولندية)